# کریس آرمسترانگ (بازیکن فوتبال، زاده ۱۹۸۲)
کریس آرمسترانگ (انگلیسی: Chris Armstrong؛ زادهٔ ۵ اوت ۱۹۸۲) بازیکن فوتبال اهل بریتانیا است.
از باشگاه‌هایی که در آن بازی کرده‌است می‌توان به باشگاه فوتبال اولدهام اتلتیک، باشگاه فوتبال بری، باشگاه فوتبال شفیلد یونایتد، باشگاه فوتبال ردینگ، و باشگاه فوتبال بلکپول اشاره کرد.
وی همچنین در تیم‌های ملی فوتبال زیر ۲۰ سال انگلستان و Scotland B national football team بازی کرده‌است.